# Perdita knowltoni
Perdita knowltoni är en biart som beskrevs av Timberlake 1960. Perdita knowltoni ingår i släktet Perdita och familjen grävbin. Inga underarter finns listade i Catalogue of Life.